# Janet Harville
Janet „Jan“ Christine Harville (* 19. Februar 1952 in Seattle) ist eine ehemalige Ruderin und Rudertrainerin aus den Vereinigten Staaten. Sie war mit dem Achter der Vereinigten Staaten Weltmeisterschaftsdritte 1979 sowie Weltmeisterschaftszweite 1982 und 1983.

## Sportliche Karriere
Die 1,80 m große Janet Harville begann 1970 an der University of Washington mit dem Rudersport. 1974 erwarb sie einen College-Abschluss in Medizintechnik und arbeitete dann bis 1980 im Northwest Hospital in Seattle. Ab 1978 gehörte die Angehörige des Lake Washington RC zum US-Nationalteam.
Bei den Weltmeisterschaften 1978 belegte der Achter den vierten Platz hinter den Booten aus der Sowjetunion, aus der DDR und aus Kanada. Die Besatzung bestand 1978 aus Janet Harville, Carol Brown, Nancy Storrs, Anne Warner, Valerie Barber, Susan Tuttle, Anita DeFrantz, Anne Marden und Steuerfrau Hollis Hatton. 1979 trat der Achter in der Besetzung Carol Brown, Carol Bower, Susan Tuttle, Jeanne Flanagan, Patricia Brink, Patricia Spratlen, Janet Harville, Mary O’Connor und Hollis Hatton an. Die Amerikanerinnen gewannen die Bronzemedaille hinter den Booten aus der Sowjetunion und der DDR. 1980 gehörte Janet Harville zum US-Team, das bei den Olympischen Spielen in Moskau wegen des Olympiaboykotts nicht starten durfte.
1980 verließ Harville das Northwest Hospital und wurde Assistenztrainerin der Huskies, des Sport-Teams der University of Washington. Bei den Weltmeisterschaften 1982 gehörte sie wieder zum US-Team. der Achter in der Besetzung Elizabeth Miles, Shyril O’Steen, Kristine Norelius, Janet Harville, Jennifer Marshall, Joline Esparza, Jane McDougall, Kristen Thorsness und Steuerfrau Nanette Bernadou gewann die Silbermedaille hinter dem Boot aus der Sowjetunion und vor dem Boot aus der DDR. Auch bei den Weltmeisterschaften 1983 siegte der sowjetische Achter vor dem US-Achter, der diesmal mit Kristen Thorsness, Patricia Spratlen, Shyril O’Steen, Carolyn Graves, Carol Bower, Kristine Norelius, Janet Harville, Harriet Metcalf und Steuerfrau Valerie McClain-Ward antrat. Abigail Peck, Patricia Spratlen, Janet Harville, Elizabeth Miles und Valerie McClain-Ward ruderten bei den Olympischen Spielen 1984 im Vierer mit Steuerfrau und belegten den vierten Platz mit 0,29 Sekunden Rückstand auf die drittplatzierten Australierinnen.
Danach beendete Harville ihre aktive Laufbahn. Ab 1988 war sie bis 2003 Cheftrainerin der Huskies, die sie zu mehreren Titeln der National Collegiate Athletic Association führte. Von 1987 bis 1999 gehörte sie außerdem zum Trainerstab der Nationalmannschaft bei Weltmeisterschaften.